# Pałac Sándora
Pałac Sándora (czytaj: Szandora; węg. Sándor-palota) – budynek w Budapeszcie w dzielnicy zamkowej przy placu Szent György tér; przebiega pod nim tunel pod Wzgórzem Zamkowym. Wybudowany w latach 1803–1806 w stylu klasycystycznym.
Pierwotnie był siedzibą rodziny Sándorów. W 1867, zgodnie z propozycją premiera Gyuli Andrássy’ego, państwo węgierskie najpierw wynajęło, a następnie ostatecznie kupiło go na rezydencję premiera. W latach 1867–1945 (z krótkimi przerwami) służył jako rezydencja premiera Węgier, a często był też miejscem posiedzeń rządu. W czasie II wojny światowej został prawie całkowicie zniszczony, potem przez dłuższy czas używany był jako magazyn muzealny. Fasadę wyremontowano dopiero w latach 1989–1990, a kompletnej restauracji dokonano między 2000 a 2002. Wygląd zewnętrzny odpowiada pierwotnemu stanowi z 1806, a umeblowanie odzwierciedla stan z okresu międzywojennego. Od 2003 stanowi rezydencję prezydenta Republiki Węgierskiej i jednocześnie siedzibę Urzędu Prezydenta Republiki.

## Historia
Działka, na której pałac został wybudowany, trafiła w posiadanie grafa Vincenta Sándora w 1803. Chociaż z powodu braków w zapisach początek budowy nie jest znany, pewnym jest, że w 1805 urodził się tu graf Móric Sándor zwany „diabelskim jeźdźcem” i będący „atrakcją” Pesztu w latach 20. i 30. XIX wieku, a jednocześnie ostatnim męskim potomkiem rodziny Sándorów. Widoczny na fasadzie rok 1806 (MDCCCVI) jest rokiem oddania do użytku.
Budynek wzniesiono na podstawie projektu Mihály’ego Pollacka i Johanna Amana w stylu klasycystycznym, przypuszczalnie w latach 1803–1806. Oryginalne plany uległy zniszczeniu, ale przetrwał dokładny opis z 1822, który później stał się podstawą kompletnej restauracji przeprowadzonej w latach 2000–2002. Graf Móric Sándor sprzedał go w 1831 rodzinie markiza Palaviciniego, w którego bibliotece znaleziono szereg rysunków i opisów pałacu z lat 10. XIX wieku, których również użyto do późniejszej rekonstrukcji.
Po stłumieniu powstania węgierskiego z 1848 w latach 1851–1856 był rezydencją Albrechta Fryderyka Habsburga mianowanego na gubernatora Węgier. To on dał pomysł premierowi, grafowi Gyuli Andrássy’emu, by budynek (w tamtych czasach bardzo reprezentacyjny) państwo węgierskie najpierw wynajęło, a potem w 1881 ostatecznie zakupiło jako stałe miejsce zamieszkania dla kolejnych premierów. Pierwszym jego mieszkańcem był sam Andrassy, a potem (z krótkimi przerwami) do 1945 jego następcy, w sumie szesnastu, chociaż było ich więcej, ale krótko rządzącym późniejszym premierom nawet nie starczyło czasu, by się tu sprowadzić. W pałacu Sándorów w nocy z 2 na 3 kwietnia 1941 na wieść o wkroczeniu wojsk niemieckich na terytorium Węgier w drodze do Jugosławii popełnił samobójstwo premier Pál Teleki.

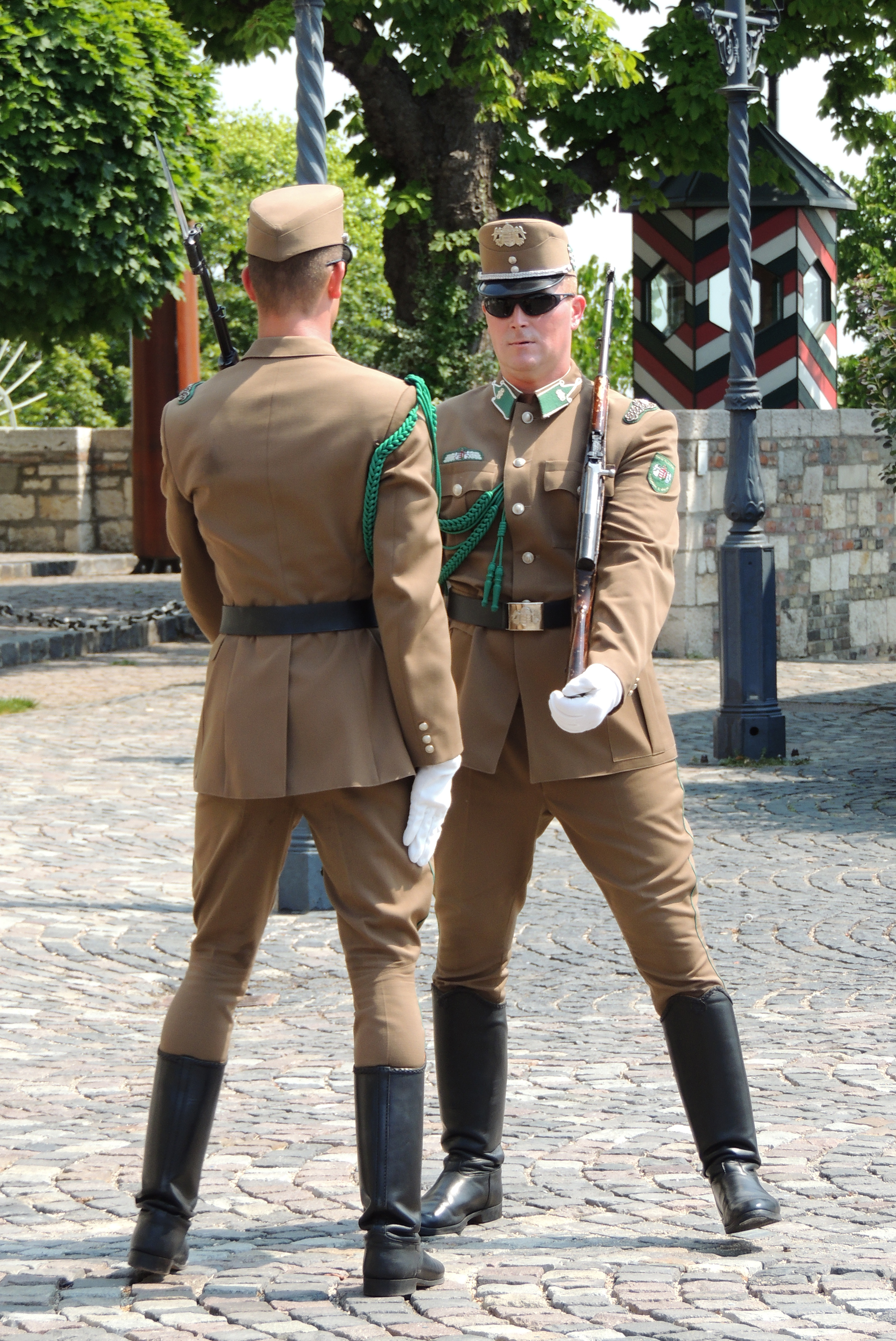
Zmiana warty

Budynek w czasie oblężenia Budapesztu uległ prawie całkowitemu zniszczeniu, południowa jego część się zawaliła, grzebiąc pod sobą wiele niepowtarzalnych dzieł sztuki. To, co pozostało i miało jakąkolwiek wartość, szybko padło łupem rabusiów. Po wojnie dokonano tylko podstawowej rekonstrukcji, mającej na celu zachowanie substancji budynku. Zamiast przywrócenia pierwotnego stanu kierowano się podczas restauracji czy przebudowy praktycznymi celami. Z tego powodu pałac otrzymał całkiem nową konstrukcję dachową, a od strony Dunaju zburzono taras. W budynku, według planów z 1959, miały znaleźć miejsce ekspozycje utworzonego w 1957 Muzeum Historii Najnowszej (Legújabbkori Történeti Múzeum), ale tak się nie stało i pałac służył tylko za magazyn muzealny. Później, między 1978 i drugą połową lat 80. XX wieku, miało się tu sprowadzić Muzeum Budownictwa (Építészeti Múzeum), co jednak również nie nastąpiło.
W 1989, kierując się względami turystycznymi, zdecydowano się na taki remont, by turyści przybywający kolejką zębatą (Budavári Sikló) na Wzgórze Zamkowe nie byli konfrontowani z ruinami noszącymi ślady II wojny światowej, kiedy wyjdą z pojazdu.
Decyzję o możliwie jak najwierniejszym, całkowitym odtworzeniu stanu z 1806 podjął pierwszy rząd Viktora Orbána. Prace przebiegały od jesieni 2000 do 2002 na podstawie opisów, notatek i rysunków znalezionych w archiwum rodziny Pallavicini lub w innych miejscach. Odnowienie budynku kosztowało według ówczesnych cen ok. 2,2 miliarda forintów.
Zgodnie z planami rządu Orbana pałac Sándorów miał stać się znowu siedzibą premiera. Nowy premier Péter Medgyessy oświadczył jednak w 2002, że nie chce się tam wprowadzać.
Od 22 stycznia 2003 pałac Sándorów stał się rezydencją prezydenta Republiki Węgierskiej i jednocześnie siedzibą Urzędu Prezydenta Republiki (Köztársasági Elnöki Hivatal (KEH)).

## Galeria

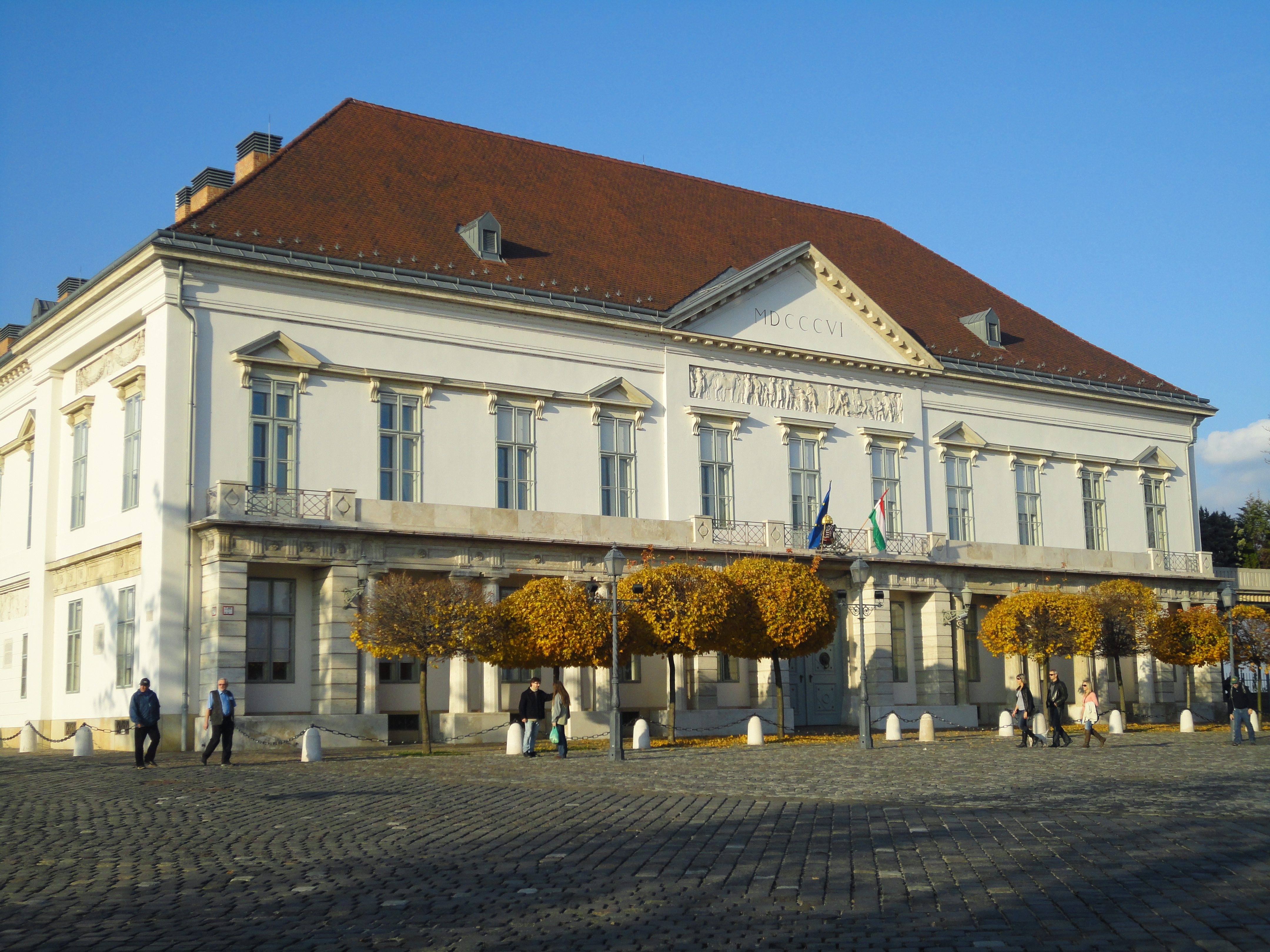
Południowa fasada pałacu
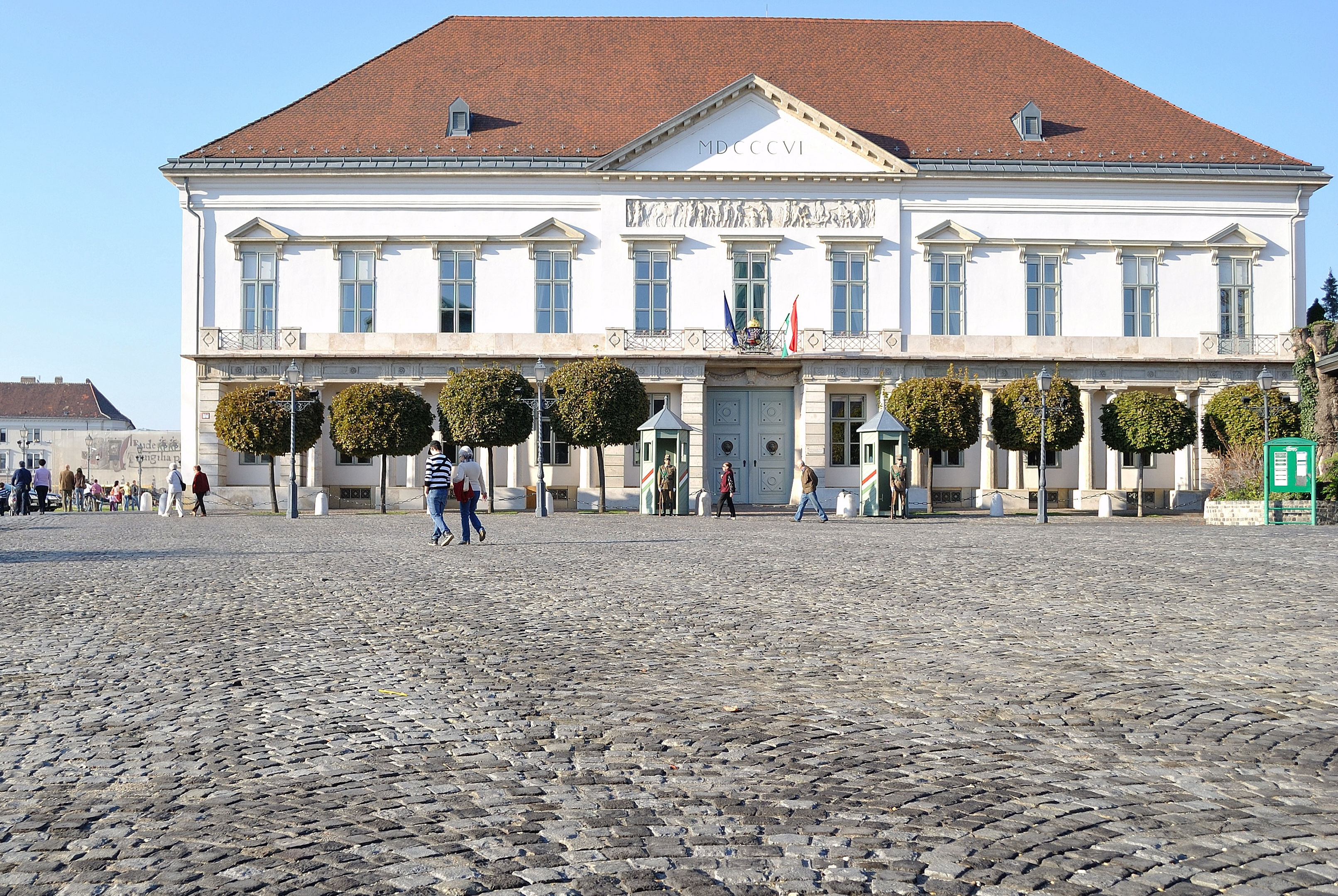
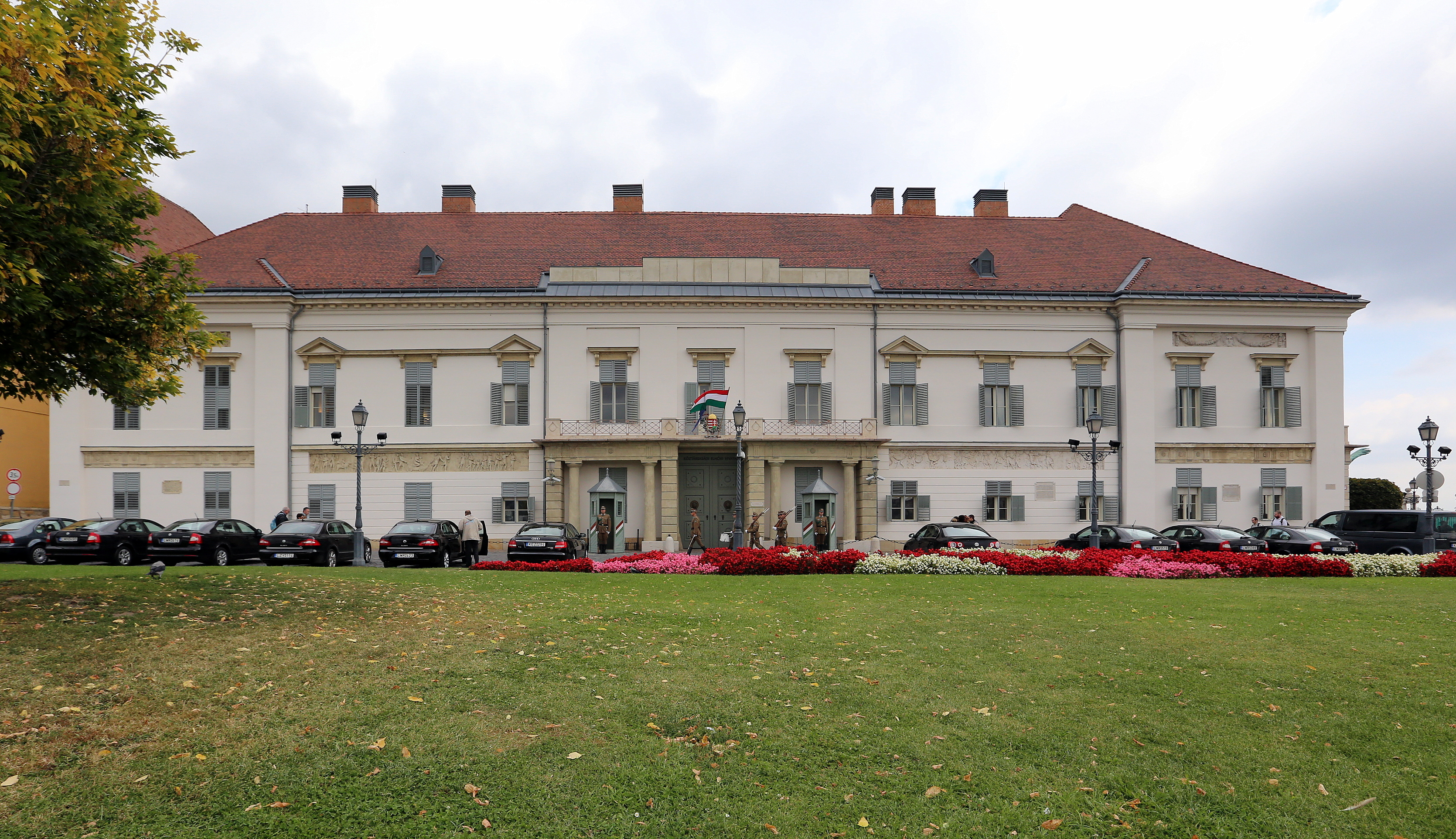
Zachodnia fasada pałacu
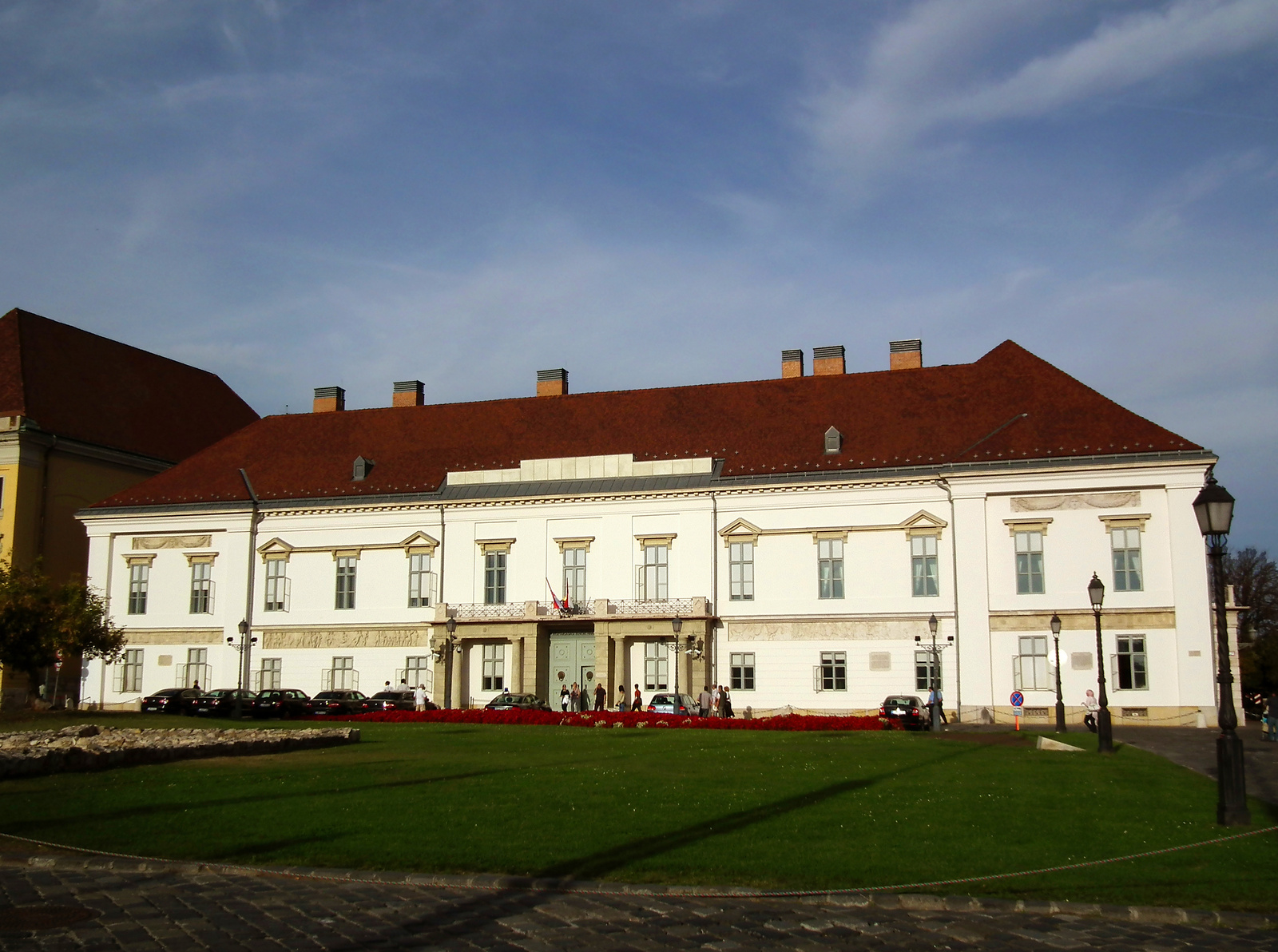
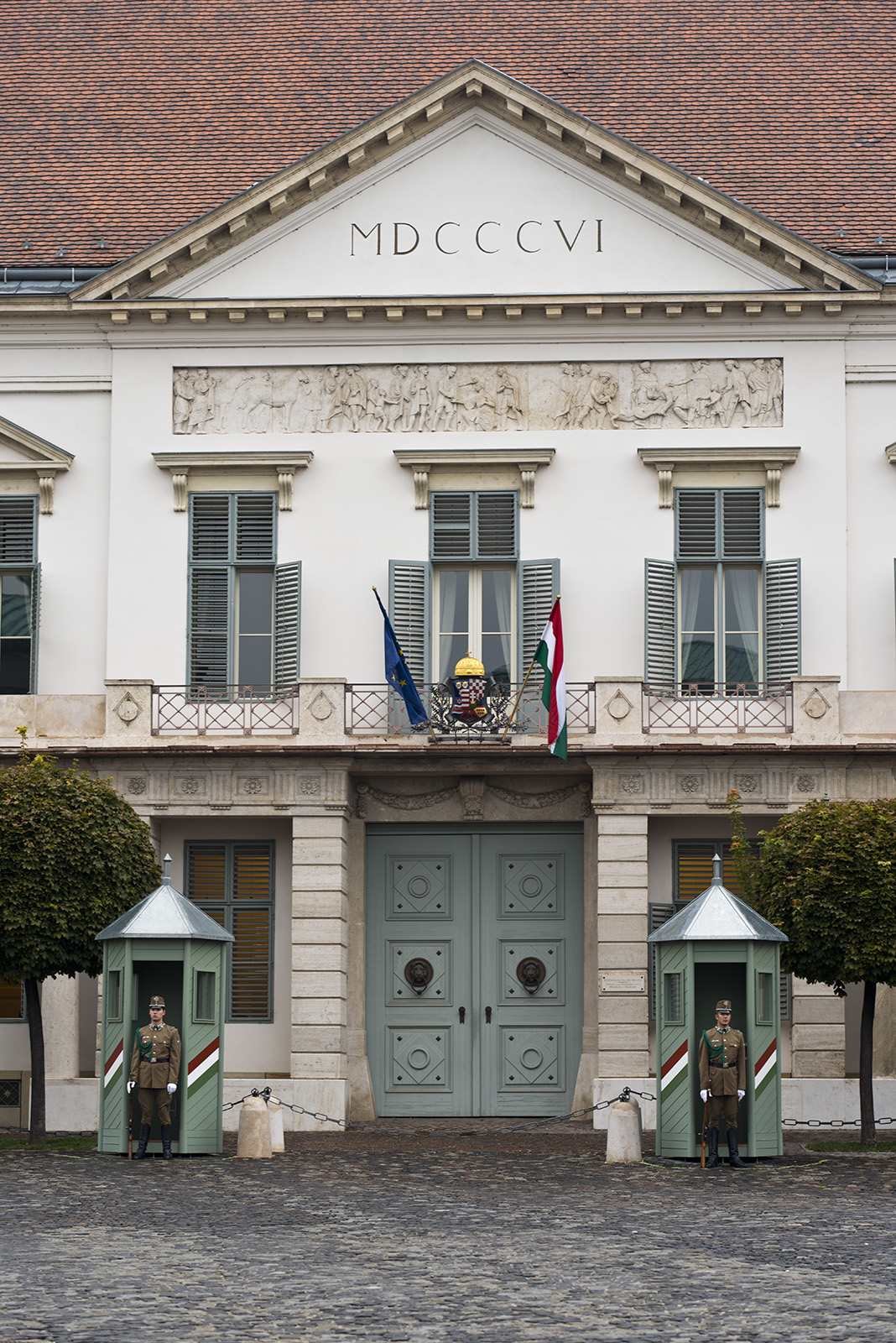
Południowa brama pałacu
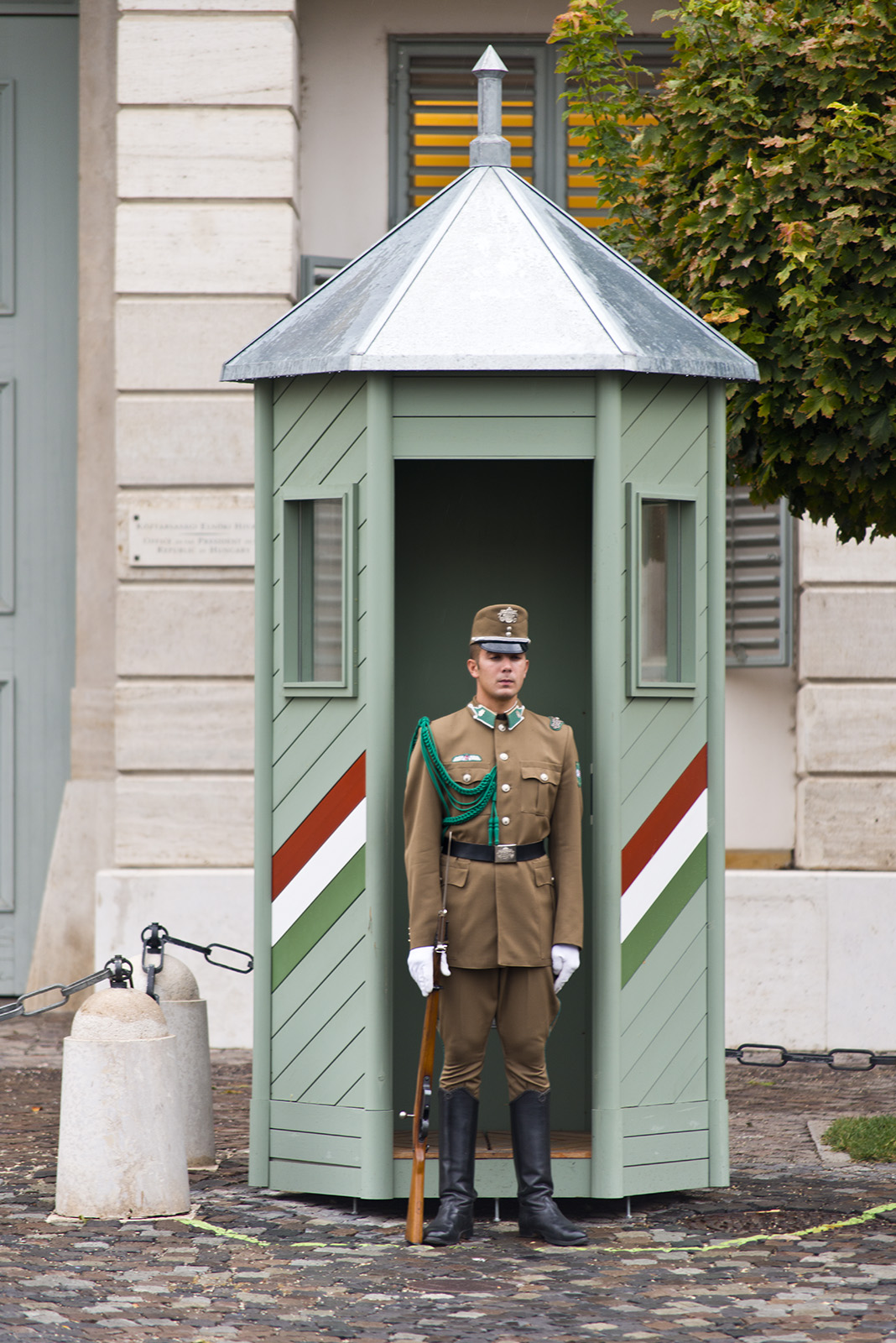
Warta honorowa
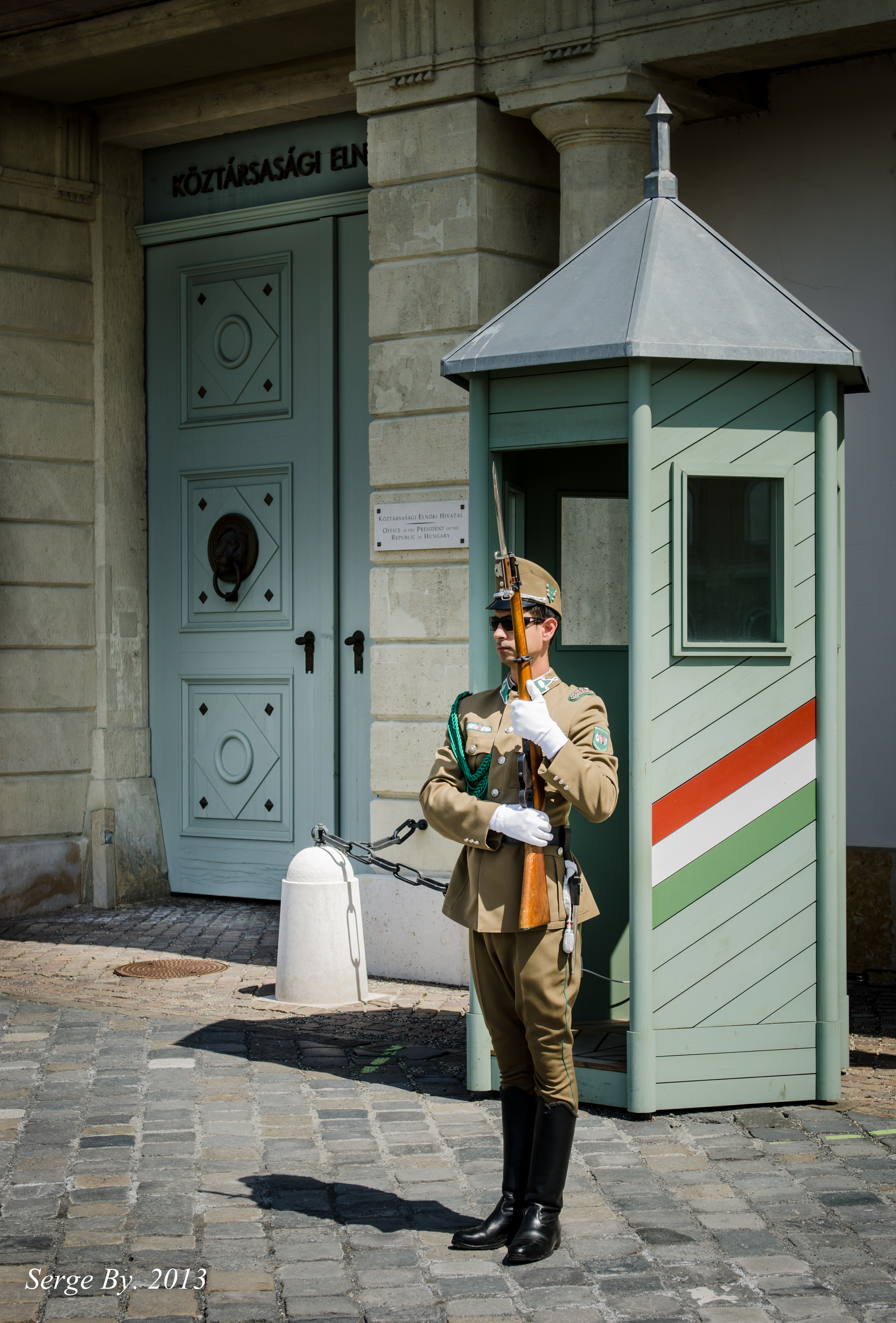
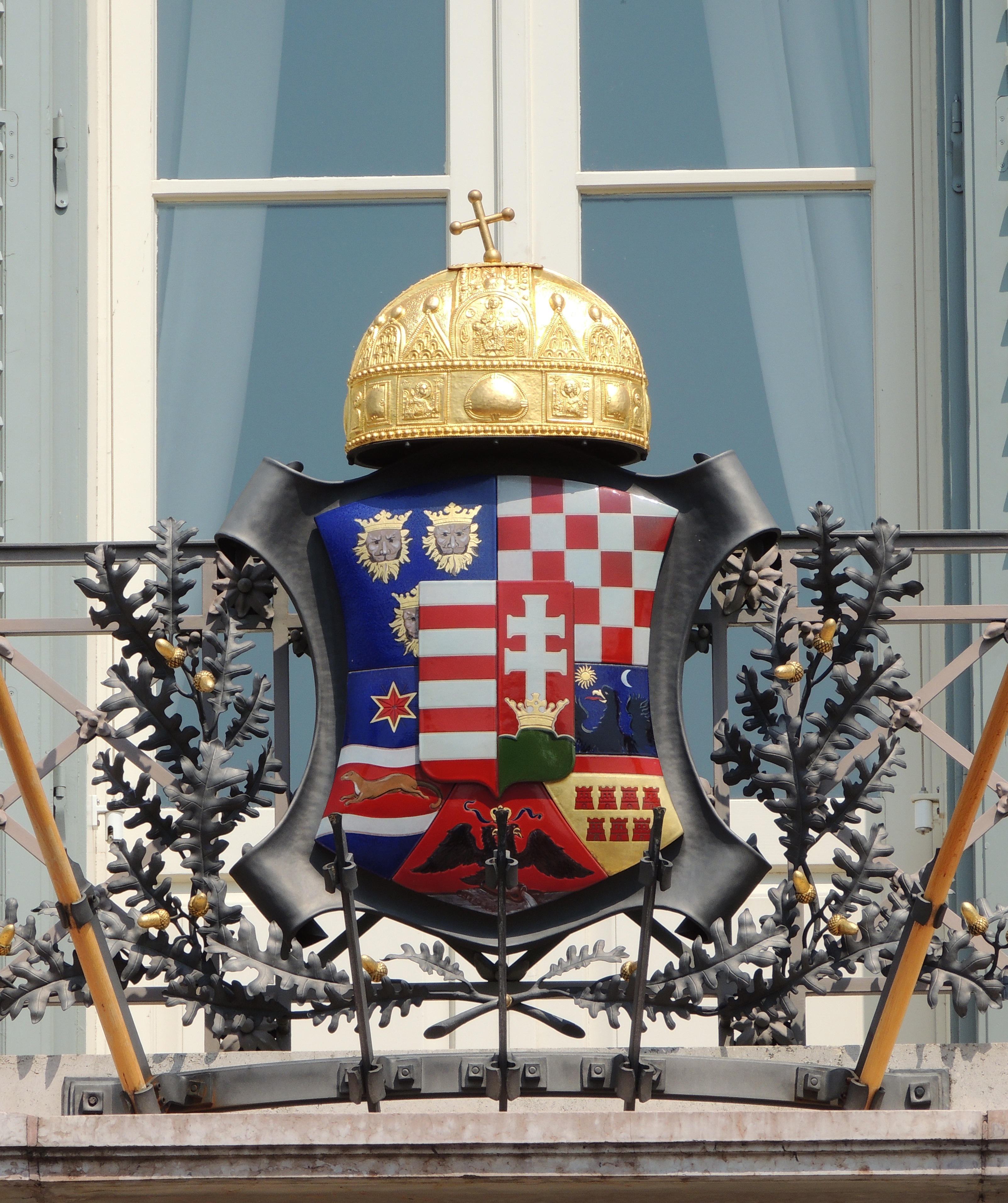
Historyczny herb nad głównym wejściem
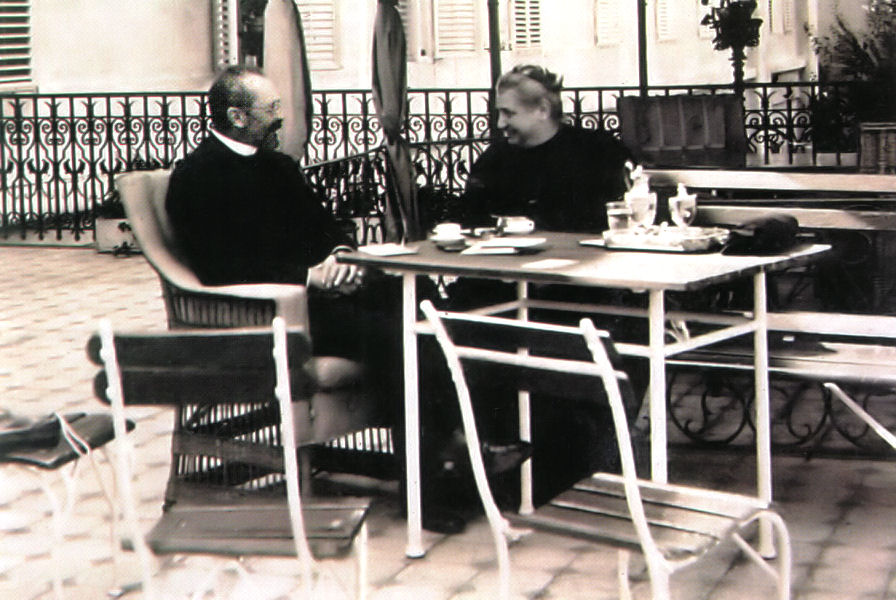
István Tisza z żoną na tarasie pałacu
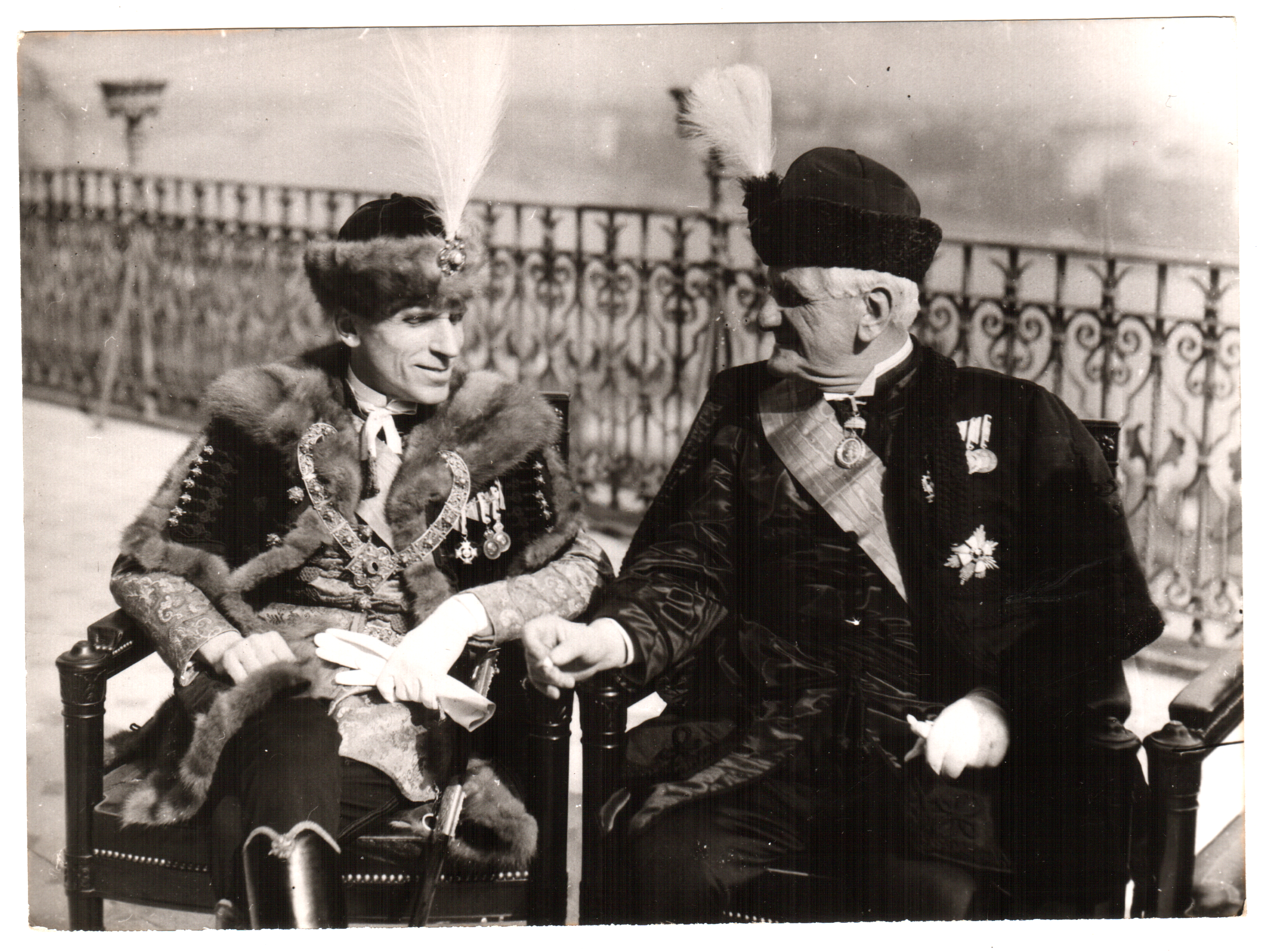
Kálmán Kánya i Béla Imrédy na tarasie pałacu w 1938
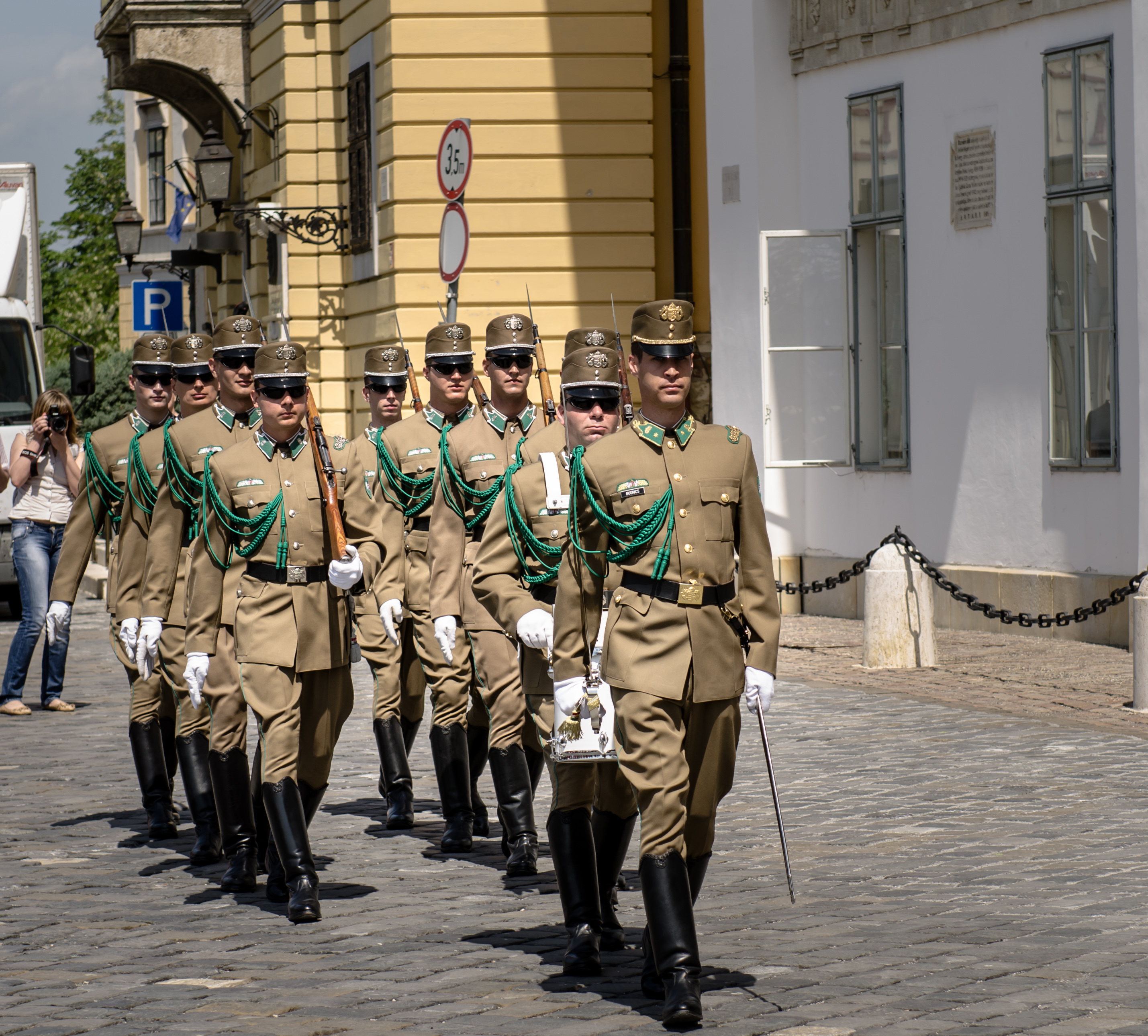
Zmiana warty
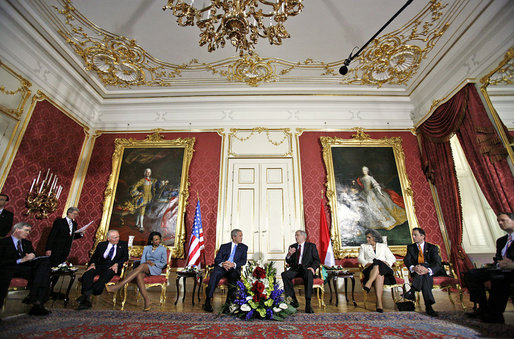
Amerykański prezydent George W. Bush i prezydent Węgier László Sólyom na spotkaniu w 2006